# Coelioxys recusata
Coelioxys recusata là một loài Hymenoptera trong họ Megachilidae. Loài này được Schulz mô tả khoa học năm 1904.